# Finala (film)
Finala este un film românesc din 1981 regizat de Adrian Petringenaru.